# راس الصفاء (ذي السفال)

تعديل مصدري - تعديل

راس الصفاء محلة تابعة لقرية النصيل، التابعة لعزلة العداني بمديرية ذي السفال إحدى مديريات محافظة إب في الجمهورية اليمنية، بلغ تعداد سكانها 58 حسب تعداد اليمن لعام 2004.